# 大阪府道120号山田上小野原線
大阪府道120号山田上小野原線（おおさかふどう120ごう やまだかみおのはらせん）は、大阪府吹田市から箕面市に至る一般府道である。

## 概要
吹田市山田北から箕面市小野原西1丁目に至る。

### 路線データ
- 起点：吹田市山田北（万博公園西交差点、大阪府道119号箕面摂津線上、大阪府道129号南千里茨木停車場線交点）
- 終点：箕面市小野原西1丁目（小野原交差点、国道171号交点）

## 路線状況

### 重複区間
- 大阪府道119号箕面摂津線（吹田市山田北・万博公園西交差点（起点） - 吹田市千里万博公園・北消防署前交差点）

## 地理

### 通過する自治体
- 大阪府
  - 吹田市 - 箕面市

### 交差する道路
| 交差する道路                                                         | 市町村名 | 交差する場所  | 交差する場所            |
| -------------------------------------------------------------------- | -------- | ------------- | ----------------------- |
| 大阪府道119号箕面摂津線 重複区間起点 大阪府道129号南千里茨木停車場線 | 吹田市   | 山田北        | 万博公園西交差点 / 起点 |
| 大阪府道119号箕面摂津線 重複区間終点                                 | 吹田市   | 千里万博公園  | 北消防署前交差点        |
| 国道171号                                                            | 箕面市   | 小野原西1丁目 | 小野原交差点 / 終点     |

### 沿線
- 万博記念公園
- 大阪大学大学院医学系研究科・医学部
- 金蘭千里高等学校・中学校
- 千里金蘭大学
- 箕面警察署 小野原交番